# União Desportiva de Vila Cova
A União Desportiva de Vila Cova é um clube desportivo de Vila Cova, concelho de Penafiel, distrito do Porto, fundado em 1993.
Atualmente o clube não está em atividade.

## Modalidades
- Futebol Sénior

## Equipamento
Utiliza o equipamento de cores preto e branco.